# Hassan El-Far
Hassan El-Far (àrab: حسن الفار)  (El Caire, 21 de maig de 1912 - Alexandria, 8 d'agost de 1973) fou un futbolista egipci de la dècada de 1930.
Fou internacional amb la selecció d'Egipte amb la qual participà en la Copa del Món de futbol de 1934.
Pel que fa a clubs, destacà a Zamalek SC.